# Lottusse
Lottusse S.A. ist ein international bekannter mallorquinischer Schuhhersteller, der auch andere Lederwaren wie Lederbekleidung, Gürtel und Taschen fertigt und anbietet. Das Stammhaus befindet sich in Inca auf der Baleareninsel Mallorca, wo produziert und ein Fabrikverkauf unterhalten wird. Die Firma befindet sich seit der Gründung 1877 in Familienbesitz; sie wird von Juan Antonio Fluxà geführt.

## Geschichte
Das Unternehmen wurde 1877 von dem Schuhmachermeister Antonio Fluxà als Handwerksbetrieb gegründet. 1920 begann Antonio Fluxà mit der ersten Serien-Schuhfabrikation in Inca. 1930 wurde der Markenname Lottusse ins Markenregister eingetragen. Die Herkunft des Firmennamens wird damit erklärt, dass der Firmengründer Ende des 18. Jahrhunderts in England eine Nähmaschine mit dem Namen Lotus erstanden haben soll. Ab 1949 wurden die Verkaufsniederlassungen in der Schweiz, Italien, USA, Frankreich und Deutschland im großen Maßstab gegründet.

## Camper
Antonio Fluxàs Bruder entwarf 1975 einen einfachen Leinenschuh mit einer Sohle aus alten Gummireifen. Solche Schuhe hatte Lorenzo Fluxà bei den Bauern Mallorcas gesehen und gab ihnen deshalb den Namen „Camper“, katalanisch für „Bauer“. Da diese Produktlinie jedoch nicht in das handwerklich orientierte Unternehmenskonzept von Lottusse S.A. passte, wurde sie ausgegliedert. Die Firma Camper in Inca produziert und vertreibt diesen Schuh.